# Budova I.G. Farben
Budova I.G. Farben, známá též pod názvem Poelzigova budova (německy IG-Farben-Haus, Poelzig-Bau, Poelzig-Ensemble, dříve IG-Farben-Gebäude, IG-Farben-Komplex, General Creighton W. Abrams Building) je komplex budov v německém Frankfurtu, který v současnosti slouží jako hlavní budova kampusu West End Frankfurtské univerzity. Stavba byla zahájena v roce 1928 a dokončena v roce 1930 jako sídlo konglomerátu IG Farben, tehdy největší chemické společnosti na světě a čtvrté největší společnosti na světě vůbec.
Původní návrh budovy v modernistickém stylu nové věcnosti byl předmětem soutěže, kterou nakonec vyhrál architekt Hans Poelzig. Po svém dokončení byl komplex největší administrativní budovou v Evropě a zůstal jí až do 50. let 20. století. Šest čtvercových křídel budovy IG Farben si navzdory svým obřím rozměrům zachovalo moderní, střídmou eleganci. Pozoruhodná je také svými páternosterovými výtahy.
V budově sídlila správa výroby barviv, léčiv, hořčíku, mazacích olejů, výbušnin a metanolu a během druhé světové války zde probíhaly výzkumné projekty týkající se vývoje syntetického oleje a kaučuku. Pozoruhodné je, že vědci IG Farben objevili první antibiotikum, zásadně reformovali lékařský výzkum a "otevřeli novou éru v medicíně". Po druhé světové válce sloužila budova IG Farben jako sídlo vrchního velení spojeneckých sil a v letech 1949-1952 jako sídlo vysokého komisaře pro Německo (HICOG). V budově měl svou kancelář zejména Dwight D. Eisenhower. Stala se hlavním sídlem pro realizaci Marshallova plánu, který podporoval poválečnou obnovu Evropy. V budově byly podepsány Frankfurtské dokumenty z roku 1948, které vedly k vytvoření západoněmeckého státu spojeného se západními mocnostmi. Budova IG Farben sloužila až do roku 1995 jako sídlo V. sboru americké armády a velitelství Severní oblasti (NACOM). Byla také sídlem CIA v Německu. Během počátku studené války ji americké úřady označovaly jako budovu velitelství armády Spojených států v Evropě (USAREUR); v roce 1975 americká armáda budovu přejmenovala na budovu generála Creightona W. Abramse. Neformálně byla označována jako "Pentagon Evropy".
V roce 1995 převedla americká armáda budovu IG Farben na německou vládu a jménem Frankfurtské univerzity ji odkoupila spolková země Hesensko. Budova, přejmenovaná na počest svého architekta na Poelzigovu budovu, prošla rekonstrukcí a v roce 2001 byla otevřena jako součást univerzity. Je ústřední budovou univerzitního kampusu West End, který zahrnuje také více než desítku dalších budov postavených po roce 2001.

## Historie

### Umístění
Budova IG Farben byla postavena na pozemku známém jako Grüneburggelände. V roce 1837 patřil pozemek rodině Rothschildů. Byl součástí "Affensteiner Feld", oblasti na severu dnešní čtvrti Westend. Název Affenstein je odvozen od starobylého křesťanského památníku, který zde kdysi stával u cesty za Frankfurtem. Byl znám jako "Avestein" jako Ave Maria, ale v místním frankfurtském nářečí se mu říkalo "Affe Stein". V roce 1864 byla na tomto místě postavena městská psychiatrická léčebna. Doktor Heinrich Hoffman zde zaměstnal Aloise Alzheimera, který v nemocnici zkoumal progresivní metody léčby duševně nemocných. V roce 1880 byl na větší západní části pozemku založen Grüneburgpark.

### Počátky
V roce 1927 získala pozemek společnost IG Farben, aby zde zřídila své sídlo. Ve 20. letech 20. století byla společnost IG Farben (plným německým názvem Interessengemeinschaft Farbenindustrie Aktiengesellschaft neboli "Zájmové sdružení barvířského průmyslu s ručením omezeným") největším světovým konglomerátem v oblasti léčiv, chemikálií a barviv. Frankfurt byl vybrán kvůli své centrální poloze a letecké i pozemní dostupnosti.
V srpnu 1928 zvítězil v omezené soutěži na návrh budovy profesor Hans Poelzig, který mezi pěti vybranými architekty porazil zejména Ernsta Maye, tehdejšího vedoucího městského úřadu ve Frankfurtu.
Koncem roku 1928 byly zahájeny práce na základech a v polovině roku 1929 byla zahájena stavba ocelové konstrukce. Budova byla dokončena v roce 1930 po pouhých 24 měsících díky použití rychletuhnoucího betonu, nových stavebních materiálů a nepřetržité pracovní síly. Později v roce 1930 vypracovali frankfurtský ředitel zahradnictví Max Bromme a skupina umělců Bornimer Kreis návrhy na 14 hektarů parku, který budovu obklopoval. Areál i celý komplex byly dokončeny v roce 1931 a celkové náklady činily 24 milionů říšských marek (v přepočtu 84 milionů eur v roce 2017).

### 30. léta 20. století a druhá světová válka

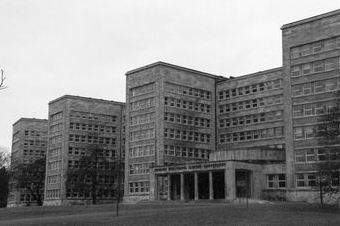
Průčelí Poelzigovy budovy od jihovýchodu s chrámovým portikem vchodem a rotundou

Po dokončení byla budova 15 let sídlem společnosti IG Farben. IG Farben byla od svého založení v roce 1925 nepostradatelnou součástí německé průmyslové základny a největší chemickou a farmaceutickou společností na světě. Ačkoli byla společnost IG Farben odsuzována krajní pravicí a obviňována z toho, že je "mezinárodní kapitalistickou židovskou společností", přesto zůstala velkým státním dodavatelem i za vlády nacistické strany.
Během druhé světové války bylo okolí budovy zpustošeno, ale samotná budova zůstala z velké části nedotčena (a obydlena bezdomovci z bombami zničeného Frankfurtu). V březnu 1945 obsadila oblast spojenecká vojska a budova IG Farben se stala sídlem amerického generála Dwighta D. Eisenhowera. V Eisenhowerově kanceláři přijal mnoho významných hostů; mimo jiné generála de Gaulla, polního maršála Montgomeryho a maršála Žukova. Právě zde podepsal "Proklamaci č. 2", která určovala, které části země budou v americké zóně. Eisenhower budovu opustil v prosinci 1945, ale jeho kancelář byla stále využívána při zvláštních příležitostech: byla zde podepsána ústava spolkové země Hesensko, západoněmecký ministerský předseda zde přijal pověření k sestavení Grundgesetz (německé ústavy) a sídlila zde také administrativa Wirtschaftsrat der Bizone (Hospodářské rady Bizone).

### Studená válka

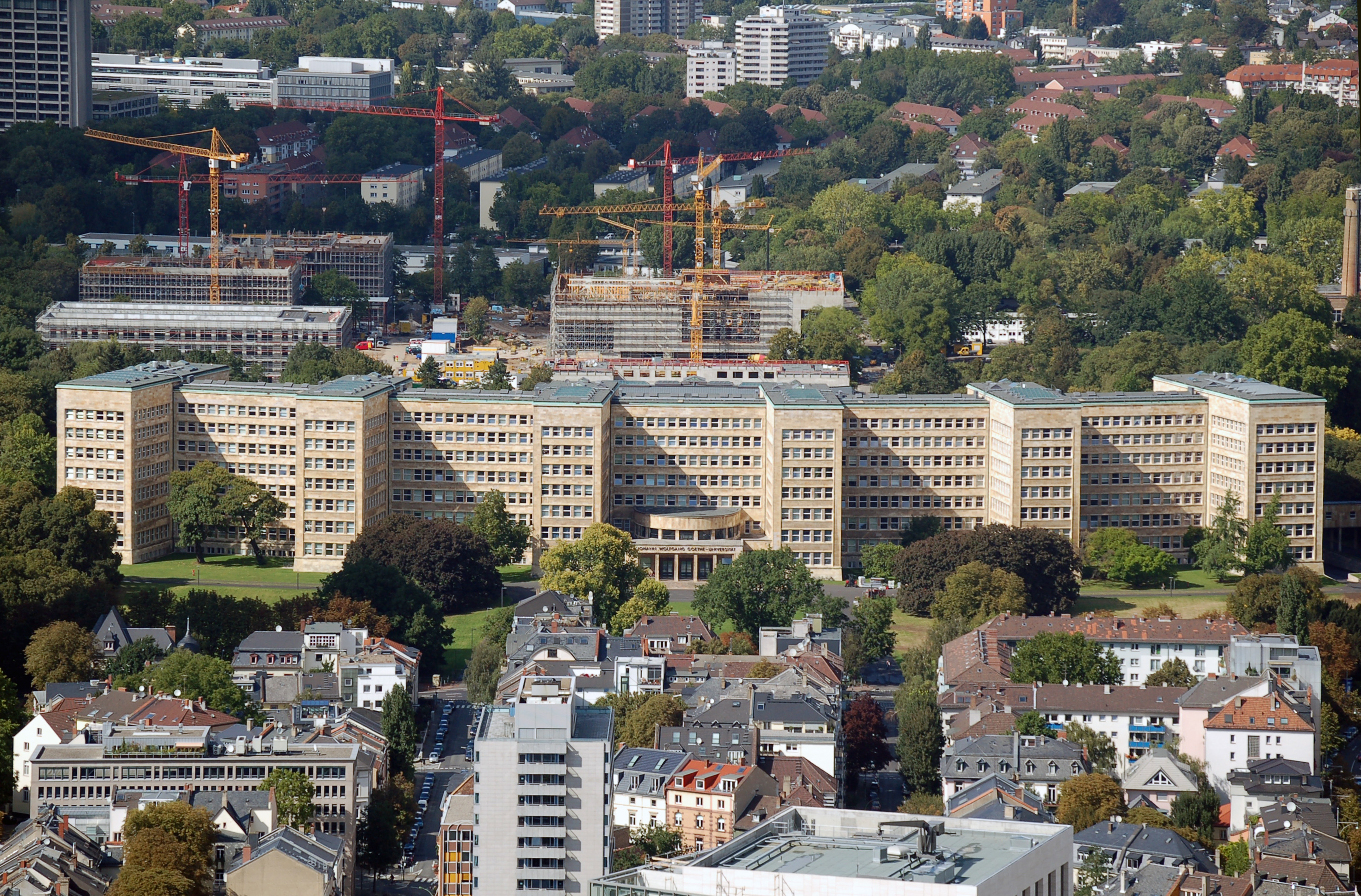
Pohled na budovu IG Farben z hlavní věže

V letech 1945 až 1947 sídlilo v budově IG Farben Vrchní velitelství spojeneckých sil v Evropě a bylo zde umístěno velitelství amerických okupačních sil a vojenský guvernér. Dne 10. května 1947 bylo trvalým rozkazem vojenskému personálu zakázáno dále označovat budovu jako "budovu IG Farben" a místo toho bylo požadováno, aby byla označována jako "budova velitelství, evropské velitelství". V letech 1949 až 1952 budovu obýval Vysoký komisař Spojených států pro Německo (HICOG) a jeho zaměstnanci.
Po roce 1952 budova sloužila jako evropské centrum amerických ozbrojených sil a velitelství amerického V. sboru. Později se stala sídlem velitelství Severní oblasti až do roku 1994. Budova IG Farben byla také sídlem CIA v Německu, což vedlo k jejímu přezdívce "Pentagon Evropy". Dne 16. dubna 1975 americká armáda budovu přejmenovala na budovu generála Creightona W. Abramse. Přejmenování nemělo plné právní opodstatnění, protože USA si budovu technicky pronajímaly od německé vlády, a nebyly tedy jejím právoplatným vlastníkem.
Dne 11. května 1972 odpálila západoněmecká teroristická skupina Frakce Rudé armády (tj. skupina Baader-Meinhof) tři bomby. Dvě bomby vybuchly v rotundě u zadního vchodu do budovy IG Farben a třetí explodovala v menší budově za budovou IG Farben, která sloužila jako důstojnický klub americké armády. Poslední bomba zabila podplukovníka Paula Bloomquista a desítky Američanů a Němců byly zraněny. Na budovu IG Farben zaútočila stejná skupina znovu v letech 1976 a 1982. Následně se veřejně přístupný přilehlý park stal součástí zakázané vojenské zóny, která zahrnovala i vojenské obytné a pracovní prostory v zadní části budovy.

### Pozdější historie budovy
Po znovusjednocení Německa oznámila vláda USA plány na úplné stažení svých jednotek z Frankfurtu do roku 1995, kdy by se kontrola nad celým areálem vrátila do rukou německé spolkové vlády. Bylo navrženo, že by se budova mohla stát sídlem Evropské centrální banky. V roce 1996 koupila budovu a související pozemky spolková země Hesensko pro Frankfurtskou univerzitu. Budovy byly nákladem 50 milionů německých marek (asi 26 milionů USD nebo 25 milionů EUR) zrekonstruovány kodaňskou architektonickou kanceláří Dissing+Weitling a předány univerzitě. V komplexu nyní sídlí univerzitní kampus Westend, který zahrnuje katedry filozofie, historie, teologie, klasické filologie, umění a hudby, moderních jazyků a lingvistiky, kulturních a civilizačních studií, Centrum severoamerických studií a Fritz-Bauer-Institut.

### Spor o přejmenování
Ještě v roce 1995 bylo těžké zbavit se asociace budovy s nacismem, a to navzdory její vynikající architektuře z 20. let 20. století. Der Spiegel po jejím veřejném otevření v roce 1995 psal o "pachu viny", ale také o tom, že budova sama si špatnou pověst nezaslouží. Teprve s odchodem Američanů, následnou renovací a využíváním budovy univerzitou asociace budovy s Třetí říší v obecném povědomí ustoupila.
Pronájem budovy univerzitou vyvolal debatu ohledně jejího názvu. Spor zahájil bývalý rektor univerzity Werner Meissner, který navrhl pojmenování "Poelzig-Ensemble" (Poelzigův komplex). Členové univerzity trvali na konfrontaci s historií budovy a ponechali její původní název "Budova IG Farben".2 Meissnerův nástupce Rudolf Steinberg sice rozhodnutí o zachování názvu potvrdil, ale neprosadil jednotné pojmenování v rámci vedení univerzity. Univerzitní senát nakonec diskuse v červenci 2014 urovnal tím, že ponechal oficiální název "I.G.-Farbenhaus" (budova IG Farben).
Do roku 2004 zřídila univerzita v budově stálou expozici a na průčelí budovy byla instalována pamětní deska, věnovaná otrokům IG Farben a těm, kteří zahynuli v důsledku působení plynu Cyklon B. V roce 2014 byla v budově umístěna pamětní deska na památku padlých a zemřelých. Po desetileté diskusi senát univerzity v roce 2014 souhlasil s pojmenováním místa na jižním konci nového kampusu po bývalém otrokáři Norbertu Wollheimovi.

### Budoucnost
Za budovou IG Farben hodlá spolková země Hesensko vybudovat "nejmodernější kampus v Evropě", který by pojal zbývající katedry starého kampusu univerzity v Bockenheimu, právo, obchod, sociální vědy, rozvoj dětí a umění. Od roku 2018 je dokončeno několik nových budov. Byla zahájena výstavba budovy studentských odborů a budovy fakulty pro jazyky, kultury a umění. Posledním krokem k dokončení nového univerzitního kampusu bylo přemístění hlavní knihovny v průběhu roku 2020.

## Výstavba
V roce 1928 byla IG Farben čtvrtou největší společností na světě a největší chemickou společností. Z toho vyplývaly požadavky na prostory pro jednu z největších kancelářských budov, které kdy byly postaveny. Byla navržena ve stylu nové věcnosti.
Společnost IG Farben nechtěla budovu ve stylu Bauhausu - chtěla:
„Symbol německé obchodní a vědecké síly ze železa a kamene.“ – Georg von Schnitzler, ředitel IG Farben, 1930.

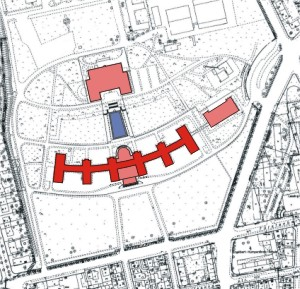
Plán budovy IG Farben, na němž je znázorněno šest křídel (označených Q1-Q6 zprava doleva), zakřivená centrální chodba (označená V1-V5) a zadní budova "Kasina".

Budova dlouhá 250 m a vysoká 35 m má devět podlaží, ale výška přízemí se liší (4,6-4,2 m). Tato variabilita se odráží v linii střechy, která u křídel vypadá vyšší než u páteře. Objem budovy je 280 000 m³, je postavena z 4600 tun ocelového rámu s cihlovými výplněmi a podlahami z dutých bloků, které poskytují více než 55740 m² užitné kancelářské plochy. Fasáda je obložena 33 000 m² travertinového mramoru Stuttgart-Bad Cannstatt, proloženého pásy oken, jejichž výška se s každým podlažím snižuje. Pouze v rozích jsou pro zvýraznění prosklené pásy přerušeny. Nejvyšší podlaží je osvětleno spíše světlíky než pásovým zasklením a má velmi nízkou výšku stropu. Tvoří jasný závěr budovy. V polovině 50. let se v tomto horním podlaží nacházela vojenská pobočná rozhlasová stanice (MARS). Až do 50. let 20. století byla budova největší a nejmodernější kancelářskou budovou v Evropě.
Budova IG Farben se skládá ze šesti křídel, která jsou propojena mírně zakřivenou centrální chodbou. Toto uspořádání poskytuje všem kancelářím dostatek přirozeného světla a větrání. Tento přístup k návrhu velkých komplexů nabízí alternativu k tehdejším schématům "dutého obdélníku" s typickými vnitřními dvory. Prototypem této formy je budova General Motors v Detroitu (1917-21) od Alberta Kahna. Budova představuje velmi rozměrnou a těžkou fasádu na průčelí, ale tento efekt je redukován konkávní formou.
Hlavní vchod se nachází v osovém středu budovy a tvoří jej chrámový portikus stojící před dveřmi - poměrně běžný motiv tehdejších administrativních budov. Úpravu vstupu někteří považují za mírně pompézní: vstupní a výtahové dveře jsou bronzové a strop a stěny portiku jsou obloženy bronzovým plechem a měděnými vlysy. Vnitřní hala má dvě zakřivená schodiště s úpravou z hliníkového plechu a mramorové stěny s klikatým vzorem. Osové centrum v zadní části budovy má kruhovou prosklenou fasádu; zde je výhled na budovy v zadní části pozemku ("kasino") maximalizován zakřivenými stěnami, které umožňují průhledy na 100 m vzdálené vedlejší budovy, oddělené od hlavní budovy parkem a bazénem. Během americké okupace budovy se v této rotundě nacházel malý kiosek, později byla využívána jako konferenční místnost. Dnes se nazývá místnost Dwighta D. Eisenhowera a je v ní umístěna kavárna.
Známé jsou paternosterové výtahy, které obsluhují devět pater a jsou oblíbené u studentů univerzity. Po rekonstrukci se univerzita zavázala zachovat je na věčné časy.
Za rotundou se nachází podlouhlý bazén se sochou Nymphenskulptur (německy: Nymfa) na břehu vody od Fritze Klimsche s názvem "Am Wasser". Za ním stojí na kopci plochá budova s terasou - kasino IG Farben a důstojnický klub americké armády ("The Terrace Club"), v němž se nyní nachází refektář a přednáškové místnosti.

## Zvěsti
Komplexu se týká řada nepotvrzených zvěstí:
- Hans Poelzig se netěšil přízni nacistického režimu a společnost IG Farben mu po dokončení stavby zakázala vstup do budovy.[23]
- Generál Eisenhower vydal během bombardování Frankfurtu rozkaz budovu zachovat, protože ji hodlal po válce využívat jako své sídlo. Je možné, že budovu zachránila také blízkost Grüneburgparku se zajateckým táborem, kde byli drženi zajatí američtí letci.[24]
- Pod Poelzigovou budovou se nacházely dva nebo tři sklepy, které byly uzavřeny a zatopeny.[1] Ve skutečnosti má budova pouze jedno suterénní podlaží. To není pravda, v letech 1969/70 jsem pracoval v podsklepení, když jsem byl přidělen k Polnímu armádnímu emisnímu úřadu (FAIO) americké armády, kde jsme opravovali kryptografické vybavení. Ze suterénu jste vstoupili do místnosti, pak jste sešli po schodech dolů a prošli ocelovými dveřmi jako na lodi, v té místnosti lehce trezor, kde jste sešli po dalších 4 schodech ke dveřím do trezoru. V té místnosti bylo také tajné schodiště vedoucí o jedno patro výš, avšak 1/2 cesty nahoru byl zbytek zapečetěn betonem. Klenba sama o sobě měla po celé délce chodník, kde strážný mohl vidět celou cestu pomocí zrcadel.
- Kolovaly zvěsti o tunelu, který spojoval budovu s frankfurtským hlavním nádražím.[1] - Ve skutečnosti žádný tunel k nádraží neexistoval, ale jednalo se o servisní tunel, který spojoval jídelnu s topným systémem hlavní budovy a který byl zasypán během rekonstrukce v letech 1996-2001.
- U zrcadlového bazénu za budovou byla během americké okupace přemístěna socha nahé vodní nymfy "Am Wasser". Na žádost Mamie Eisenhowerové (manželky generála), která ji považovala za nevhodnou pro vojenské zařízení, byla nymfa přemístěna k chemickému podniku Hoechst ve Frankfurtu nad Mohanem. Od té doby byla socha vrácena na původní místo.[1]